# Tour des Alpes-Maritimes 2025
Le Tour des Alpes-Maritimes 2025 (anciennement Tour des Alpes-Maritimes et du Var) est la 57e édition de cette course cycliste sur route masculine. Il a lieu du 22 au 23 février 2025 en deux étapes de Contes à Vence (Alpes-Maritimes), dans le Sud de la France, et fait partie du calendrier UCI Europe Tour 2025 en catégorie 2.1.

## Présentation
L'épreuve est créée par scission en 2024 du Tour des Alpes-Maritimes et du Var en deux épreuves, la Classic Var disputée le vendredi et le Tour des Alpes-Maritimes couru le samedi et le dimanche sur deux étapes au lieu de trois précédemment.

### Équipes
| WorldTeams (8)- Cofidis - Decathlon AG2R La Mondiale Team - Groupama-FDJ - EF Education-EasyPost - Arkéa-B&B Hotels - Intermarché-Wanty - XDS Astana Team - Bahrain-Victorious ProTeams (3)- Team TotalEnergies - Israel-Premier Tech - Unibet Tietema Rockets Équipes continentales (5)- Nice Métropole Côte d'Azur - St. Michel-Preference Home-Auber 93 - CIC U Nantes - Van Rysel-Roubaix - Lotto Development Team |
| |

### Diffusion
Les deux étapes sont diffusées par France 3 Côte d'Azur.

## Étapes
| Étape     | Date    | Villes étapes                | type                      | Distance (km) | Dénivelé (m) | Vainqueur d'étape | Leader du classement général |
| --------- | ------- | ---------------------------- | ------------------------- | ------------- | ------------ | ----------------- | ---------------------------- |
| 1re étape | 22 fév. | Contes – Gourdon             | étape de moyenne montagne | 162,4         | 4 600 m      | Christian Scaroni | Christian Scaroni            |
| 2e étape  | 23 fév. | Villefranche-sur-Mer – Vence | étape de moyenne montagne | 131           | 3 400 m      | Dorian Godon      | Christian Scaroni            |

## Déroulement de la course

### 1reétape
| \| Classement de l'étape \| Classement de l'étape \| Classement de l'étape \| Classement de l'étape \| Classement de l'étape \| \| Coureur \| Coureur \| Pays \| Équipe \| Temps \| \| --------------------- \| ---------------------- \| --------------------- \| -------------------------- \| --------------------- \| \| 1er \| Christian Scaroni \| Italie \| XDS Astana Team \| 4 h 19 min 45 s \| \| 2e \| Santiago Buitrago \| Colombie \| Bahrain Victorious \| + 0 s \| \| 3e \| Lenny Martinez \| France \| Bahrain Victorious \| + 4 s \| \| 4e \| Lorenzo Fortunato \| Italie \| XDS Astana Team \| + 47 s \| \| 5e \| Jarno Widar \| Belgique \| Lotto Development Team \| + 47 s \| \| 6e \| Guillaume Martin \| France \| Groupama-FDJ \| + 47 s \| \| 7e \| Aurélien Paret-Peintre \| France \| Decathlon-AG2R La Mondiale \| + 52 s \| \| 8e \| Joseph Blackmore \| Royaume-Uni \| Israel-Premier Tech \| + 54 s \| \| 9e \| Ewen Costiou \| France \| Arkéa-B&B Hotels \| + 54 s \| \| 10e \| Richard Carapaz \| Équateur \| EF Education-EasyPost \| + 59 s \| |                        |             |                            |                 |
| |                        |             |                            |                 |
| |                        |             |                            |                 |
| Classement de l'étape |                        |             |                            |                 |
| Coureur | Coureur                | Pays        | Équipe                     | Temps           |
| 1er | Christian Scaroni      | Italie      | XDS Astana Team            | 4 h 19 min 45 s |
| 2e | Santiago Buitrago      | Colombie    | Bahrain Victorious         | + 0 s           |
| 3e | Lenny Martinez         | France      | Bahrain Victorious         | + 4 s           |
| 4e | Lorenzo Fortunato      | Italie      | XDS Astana Team            | + 47 s          |
| 5e | Jarno Widar            | Belgique    | Lotto Development Team     | + 47 s          |
| 6e | Guillaume Martin       | France      | Groupama-FDJ               | + 47 s          |
| 7e | Aurélien Paret-Peintre | France      | Decathlon-AG2R La Mondiale | + 52 s          |
| 8e | Joseph Blackmore       | Royaume-Uni | Israel-Premier Tech        | + 54 s          |
| 9e | Ewen Costiou           | France      | Arkéa-B&B Hotels           | + 54 s          |
| 10e | Richard Carapaz        | Équateur    | EF Education-EasyPost      | + 59 s          |

| \| Classement général \| Classement général \| Classement général \| Classement général \| Classement général \| \| Coureur \| Coureur \| Pays \| Équipe \| Temps \| \| ------------------ \| ---------------------- \| ------------------ \| -------------------------- \| ------------------ \| \| 1er \| Christian Scaroni \| Italie \| XDS Astana Team \| 7 h 28 min 46 s \| \| 2e \| Santiago Buitrago \| Colombie \| Bahrain Victorious \| + 6 s \| \| 3e \| Lenny Martinez \| France \| Bahrain Victorious \| + 12 s \| \| 4e \| Joseph Blackmore \| Royaume-Uni \| Israel-Premier Tech \| + 57 s \| \| 5e \| Lorenzo Fortunato \| Italie \| XDS Astana Team \| + 58 s \| \| 6e \| Guillaume Martin \| France \| Groupama-FDJ \| + 59 s \| \| 7e \| Jarno Widar \| Belgique \| Lotto Development Team \| + 59 s \| \| 8e \| Aurélien Paret-Peintre \| France \| Decathlon-AG2R La Mondiale \| + 1 min 04 s \| \| 9e \| Richard Carapaz \| Équateur \| EF Education-EasyPost \| + 1 min 11 s \| \| 10e \| Louis Barré \| France \| \| + 1 min 15 s \| |                        |             |                            |                 |
| |                        |             |                            |                 |
| |                        |             |                            |                 |
| Classement général |                        |             |                            |                 |
| Coureur | Coureur                | Pays        | Équipe                     | Temps           |
| 1er | Christian Scaroni      | Italie      | XDS Astana Team            | 7 h 28 min 46 s |
| 2e | Santiago Buitrago      | Colombie    | Bahrain Victorious         | + 6 s           |
| 3e | Lenny Martinez         | France      | Bahrain Victorious         | + 12 s          |
| 4e | Joseph Blackmore       | Royaume-Uni | Israel-Premier Tech        | + 57 s          |
| 5e | Lorenzo Fortunato      | Italie      | XDS Astana Team            | + 58 s          |
| 6e | Guillaume Martin       | France      | Groupama-FDJ               | + 59 s          |
| 7e | Jarno Widar            | Belgique    | Lotto Development Team     | + 59 s          |
| 8e | Aurélien Paret-Peintre | France      | Decathlon-AG2R La Mondiale | + 1 min 04 s    |
| 9e | Richard Carapaz        | Équateur    | EF Education-EasyPost      | + 1 min 11 s    |
| 10e | Louis Barré            | France      |                            | + 1 min 15 s    |

### 2eétape
| \| Classement de l'étape \| Classement de l'étape \| Classement de l'étape \| Classement de l'étape \| Classement de l'étape \| \| Coureur \| Coureur \| Pays \| Équipe \| Temps \| \| --------------------- \| --------------------- \| --------------------- \| -------------------------- \| --------------------- \| \| 1er \| Dorian Godon \| France \| Decathlon-AG2R La Mondiale \| 3 h 09 min 13 s \| \| 2e \| Joseph Blackmore \| Royaume-Uni \| Israel-Premier Tech \| + 0 s \| \| 3e \| Nicola Conci \| Italie \| XDS Astana Team \| + 0 s \| \| 4e \| Clément Champoussin \| France \| XDS Astana Team \| + 0 s \| \| 5e \| Andrea Mifsud \| Malte \| Nice Métropole Côte d'Azur \| + 0 s \| \| 6e \| Jordan Jegat \| France \| Team TotalEnergies \| + 0 s \| \| 7e \| Simone Gualdi \| Italie \| Wanty-Nippo-ReUz \| + 0 s \| \| 8e \| Adrien Maire \| France \| Unibet Tietema Rockets \| + 0 s \| \| 9e \| Quentin Pacher \| France \| Groupama-FDJ \| + 0 s \| \| 10e \| Martin Tjøtta \| Norvège \| Arkéa-B&B Hotels \| + 0 s \| |                     |             |                            |                 |
| |                     |             |                            |                 |
| |                     |             |                            |                 |
| Classement de l'étape |                     |             |                            |                 |
| Coureur | Coureur             | Pays        | Équipe                     | Temps           |
| 1er | Dorian Godon        | France      | Decathlon-AG2R La Mondiale | 3 h 09 min 13 s |
| 2e | Joseph Blackmore    | Royaume-Uni | Israel-Premier Tech        | + 0 s           |
| 3e | Nicola Conci        | Italie      | XDS Astana Team            | + 0 s           |
| 4e | Clément Champoussin | France      | XDS Astana Team            | + 0 s           |
| 5e | Andrea Mifsud       | Malte       | Nice Métropole Côte d'Azur | + 0 s           |
| 6e | Jordan Jegat        | France      | Team TotalEnergies         | + 0 s           |
| 7e | Simone Gualdi       | Italie      | Wanty-Nippo-ReUz           | + 0 s           |
| 8e | Adrien Maire        | France      | Unibet Tietema Rockets     | + 0 s           |
| 9e | Quentin Pacher      | France      | Groupama-FDJ               | + 0 s           |
| 10e | Martin Tjøtta       | Norvège     | Arkéa-B&B Hotels           | + 0 s           |

## Classements finals

### Classement général final
| \| Classement général \| Classement général \| Classement général \| Classement général \| Classement général \| \| Coureur \| Coureur \| Pays \| Équipe \| Temps \| \| ------------------ \| ---------------------- \| ------------------ \| -------------------------- \| ------------------ \| \| 1er \| Christian Scaroni \| Italie \| XDS Astana Team \| 7 h 28 min 47 s \| \| 2e \| Santiago Buitrago \| Colombie \| Bahrain Victorious \| + 10 s \| \| 3e \| Lenny Martinez \| France \| Bahrain Victorious \| + 12 s \| \| 4e \| Joseph Blackmore \| Royaume-Uni \| Israel-Premier Tech \| + 57 s \| \| 5e \| Lorenzo Fortunato \| Italie \| XDS Astana Team \| + 58 s \| \| 6e \| Guillaume Martin \| France \| Groupama-FDJ \| + 59 s \| \| 7e \| Jarno Widar \| Belgique \| Lotto Development Team \| + 59 s \| \| 8e \| Aurélien Paret-Peintre \| France \| Decathlon-AG2R La Mondiale \| + 1 min 04 s \| \| 9e \| Richard Carapaz \| Équateur \| EF Education-EasyPost \| + 1 min 11 s \| \| 10e \| Louis Barré \| France \| Intermarché-Wanty \| + 1 min 15 s \| |                        |             |                            |                 |
| |                        |             |                            |                 |
| |                        |             |                            |                 |
| Classement général |                        |             |                            |                 |
| Coureur | Coureur                | Pays        | Équipe                     | Temps           |
| 1er | Christian Scaroni      | Italie      | XDS Astana Team            | 7 h 28 min 47 s |
| 2e | Santiago Buitrago      | Colombie    | Bahrain Victorious         | + 10 s          |
| 3e | Lenny Martinez         | France      | Bahrain Victorious         | + 12 s          |
| 4e | Joseph Blackmore       | Royaume-Uni | Israel-Premier Tech        | + 57 s          |
| 5e | Lorenzo Fortunato      | Italie      | XDS Astana Team            | + 58 s          |
| 6e | Guillaume Martin       | France      | Groupama-FDJ               | + 59 s          |
| 7e | Jarno Widar            | Belgique    | Lotto Development Team     | + 59 s          |
| 8e | Aurélien Paret-Peintre | France      | Decathlon-AG2R La Mondiale | + 1 min 04 s    |
| 9e | Richard Carapaz        | Équateur    | EF Education-EasyPost      | + 1 min 11 s    |
| 10e | Louis Barré            | France      | Intermarché-Wanty          | + 1 min 15 s    |

### Classements annexes
| Classement par points | Classement par points | Classement par points | Classement par points                | Classement par points |
| Coureur               | Coureur               | Pays                  | Équipe                               | Points                |
| --------------------- | --------------------- | --------------------- | ------------------------------------ | --------------------- |
| 1er                   | Joseph Blackmore      | Royaume-Uni           | Israel-Premier Tech                  | 12 pts                |
| 2e                    | Dorian Godon          | France                | Decathlon-AG2R La Mondiale           | 10 pts                |
| 3e                    | Louis Barré           | France                | Intermarché-Wanty                    | 6 pts                 |
| 4e                    | Christian Scaroni     | Italie                | XDS Astana Team                      | 4 pts                 |
| 5e                    | Nicola Conci          | Italie                | XDS Astana Team                      | 4 pts                 |
| 6e                    | Harry Sweeny          | Australie             | EF Education-EasyPost                | 4 pts                 |
| 7e                    | Edoardo Zamperini     | Italie                | U.C. Trevigiani Energiapura Marchiol | 2 pts                 |
| 8e                    | Lorenzo Fortunato     | Italie                | XDS Astana Team                      | 2 pts                 |
| 9e                    | Clément Champoussin   | France                | XDS Astana Team                      | 2 pts                 |
| 10e                   | Riley Sheehan         | États-Unis            | Israel-Premier Tech                  | 2 pts                 |

| Classement par points | Classement par points | Classement par points | Classement par points                | Classement par points |
| Coureur               | Coureur               | Pays                  | Équipe                               | Points                |
| --------------------- | --------------------- | --------------------- | ------------------------------------ | --------------------- |
| 1er                   | Joseph Blackmore      | Royaume-Uni           | Israel-Premier Tech                  | 12 pts                |
| 2e                    | Dorian Godon          | France                | Decathlon-AG2R La Mondiale           | 10 pts                |
| 3e                    | Louis Barré           | France                | Intermarché-Wanty                    | 6 pts                 |
| 4e                    | Christian Scaroni     | Italie                | XDS Astana Team                      | 4 pts                 |
| 5e                    | Nicola Conci          | Italie                | XDS Astana Team                      | 4 pts                 |
| 6e                    | Harry Sweeny          | Australie             | EF Education-EasyPost                | 4 pts                 |
| 7e                    | Edoardo Zamperini     | Italie                | U.C. Trevigiani Energiapura Marchiol | 2 pts                 |
| 8e                    | Lorenzo Fortunato     | Italie                | XDS Astana Team                      | 2 pts                 |
| 9e                    | Clément Champoussin   | France                | XDS Astana Team                      | 2 pts                 |
| 10e                   | Riley Sheehan         | États-Unis            | Israel-Premier Tech                  | 2 pts                 |

| Classement de la montagne | Classement de la montagne | Classement de la montagne | Classement de la montagne            | Classement de la montagne |
| Coureur                   | Coureur                   | Pays                      | Équipe                               | Points                    |
| ------------------------- | ------------------------- | ------------------------- | ------------------------------------ | ------------------------- |
| 1er                       | Kenny Molly               | Belgique                  | Van Rysel-Roubaix                    | 41 pts                    |
| 2e                        | Harry Sweeny              | Australie                 | EF Education-EasyPost                | 41 pts                    |
| 3e                        | Sergio Meris              | Italie                    | Unibet Tietema Rockets               | 27 pts                    |
| 4e                        | Louis Barré               | France                    | Intermarché-Wanty                    | 18 pts                    |
| 5e                        | Edoardo Zamperini         | Italie                    | U.C. Trevigiani Energiapura Marchiol | 18 pts                    |
| 6e                        | Odd Christian Eiking      | Norvège                   | Unibet Tietema Rockets               | 15 pts                    |
| 7e                        | Célestin Guillon          | France                    | Van Rysel-Roubaix                    | 10 pts                    |
| 8e                        | Jack Haig                 | Australie                 | Bahrain Victorious                   | 8 pts                     |
| 9e                        | Darren van Bekkum         | Pays-Bas                  | XDS Astana Team                      | 8 pts                     |
| 10e                       | Christian Scaroni         | Italie                    | XDS Astana Team                      | 6 pts                     |

| Classement de la montagne | Classement de la montagne | Classement de la montagne | Classement de la montagne            | Classement de la montagne |
| Coureur                   | Coureur                   | Pays                      | Équipe                               | Points                    |
| ------------------------- | ------------------------- | ------------------------- | ------------------------------------ | ------------------------- |
| 1er                       | Kenny Molly               | Belgique                  | Van Rysel-Roubaix                    | 41 pts                    |
| 2e                        | Harry Sweeny              | Australie                 | EF Education-EasyPost                | 41 pts                    |
| 3e                        | Sergio Meris              | Italie                    | Unibet Tietema Rockets               | 27 pts                    |
| 4e                        | Louis Barré               | France                    | Intermarché-Wanty                    | 18 pts                    |
| 5e                        | Edoardo Zamperini         | Italie                    | U.C. Trevigiani Energiapura Marchiol | 18 pts                    |
| 6e                        | Odd Christian Eiking      | Norvège                   | Unibet Tietema Rockets               | 15 pts                    |
| 7e                        | Célestin Guillon          | France                    | Van Rysel-Roubaix                    | 10 pts                    |
| 8e                        | Jack Haig                 | Australie                 | Bahrain Victorious                   | 8 pts                     |
| 9e                        | Darren van Bekkum         | Pays-Bas                  | XDS Astana Team                      | 8 pts                     |
| 10e                       | Christian Scaroni         | Italie                    | XDS Astana Team                      | 6 pts                     |

| Classement du meilleur jeune | Classement du meilleur jeune | Classement du meilleur jeune | Classement du meilleur jeune | Classement du meilleur jeune |
| Coureur                      | Coureur                      | Pays                         | Équipe                       | Temps                        |
| ---------------------------- | ---------------------------- | ---------------------------- | ---------------------------- | ---------------------------- |
| 1er                          | Lenny Martinez               | France                       | Bahrain Victorious           | 7 h 28 min 59 s              |
| 2e                           | Joseph Blackmore             | Royaume-Uni                  | Israel-Premier Tech          | + 45 s                       |
| 3e                           | Jarno Widar                  | Belgique                     | Lotto Development Team       | + 47 s                       |
| 4e                           | Louis Barré                  | France                       | Intermarché-Wanty            | + 1 min 03 s                 |
| 5e                           | Yaël Joalland                | France                       | CIC U Nantes                 | + 1 min 13 s                 |
| 6e                           | Adrien Maire                 | France                       | Unibet Tietema Rockets       | + 1 min 46 s                 |
| 7e                           | Ewen Costiou                 | France                       | Arkéa-B&B Hotels             | + 1 min 50 s                 |
| 8e                           | Riley Sheehan                | États-Unis                   | Israel-Premier Tech          | + 2 min 07 s                 |
| 9e                           | Simone Gualdi                | Italie                       | Wanty-Nippo-ReUz             | + 2 min 29 s                 |
| 10e                          | Martin Tjøtta                | Norvège                      | Arkéa-B&B Hotels             | + 2 min 29 s                 |

| Classement du meilleur jeune | Classement du meilleur jeune | Classement du meilleur jeune | Classement du meilleur jeune | Classement du meilleur jeune |
| Coureur                      | Coureur                      | Pays                         | Équipe                       | Temps                        |
| ---------------------------- | ---------------------------- | ---------------------------- | ---------------------------- | ---------------------------- |
| 1er                          | Lenny Martinez               | France                       | Bahrain Victorious           | 7 h 28 min 59 s              |
| 2e                           | Joseph Blackmore             | Royaume-Uni                  | Israel-Premier Tech          | + 45 s                       |
| 3e                           | Jarno Widar                  | Belgique                     | Lotto Development Team       | + 47 s                       |
| 4e                           | Louis Barré                  | France                       | Intermarché-Wanty            | + 1 min 03 s                 |
| 5e                           | Yaël Joalland                | France                       | CIC U Nantes                 | + 1 min 13 s                 |
| 6e                           | Adrien Maire                 | France                       | Unibet Tietema Rockets       | + 1 min 46 s                 |
| 7e                           | Ewen Costiou                 | France                       | Arkéa-B&B Hotels             | + 1 min 50 s                 |
| 8e                           | Riley Sheehan                | États-Unis                   | Israel-Premier Tech          | + 2 min 07 s                 |
| 9e                           | Simone Gualdi                | Italie                       | Wanty-Nippo-ReUz             | + 2 min 29 s                 |
| 10e                          | Martin Tjøtta                | Norvège                      | Arkéa-B&B Hotels             | + 2 min 29 s                 |

| Classement par équipes | Classement par équipes          | Classement par équipes | Classement par équipes |
| Équipe                 | Équipe                          | Pays                   | Temps                  |
| ---------------------- | ------------------------------- | ---------------------- | ---------------------- |
| 1re                    | Bahrain-Victorious              | Bahreïn                | 22 h 28 min 28 s       |
| 2e                     | XDS Astana Team                 | Kazakhstan             | + 38 s                 |
| 3e                     | Decathlon AG2R La Mondiale Team | France                 | + 6 min 38 s           |
| 4e                     | Intermarché-Wanty               | Belgique               | + 6 min 57 s           |
| 5e                     | EF Education-EasyPost           | États-Unis             | + 8 min 22 s           |
| 6e                     | Groupama-FDJ                    | France                 | + 11 min 48 s          |
| 7e                     | Unibet Tietema Rockets          | France                 | + 11 min 55 s          |
| 8e                     | Arkéa-B&B Hotels                | France                 | + 13 min 06 s          |
| 9e                     | Israel-Premier Tech             | Israël                 | + 14 min 55 s          |
| 10e                    | Lotto                           | Belgique               | + 20 min 17 s          |

| Classement par équipes | Classement par équipes          | Classement par équipes | Classement par équipes |
| Équipe                 | Équipe                          | Pays                   | Temps                  |
| ---------------------- | ------------------------------- | ---------------------- | ---------------------- |
| 1re                    | Bahrain-Victorious              | Bahreïn                | 22 h 28 min 28 s       |
| 2e                     | XDS Astana Team                 | Kazakhstan             | + 38 s                 |
| 3e                     | Decathlon AG2R La Mondiale Team | France                 | + 6 min 38 s           |
| 4e                     | Intermarché-Wanty               | Belgique               | + 6 min 57 s           |
| 5e                     | EF Education-EasyPost           | États-Unis             | + 8 min 22 s           |
| 6e                     | Groupama-FDJ                    | France                 | + 11 min 48 s          |
| 7e                     | Unibet Tietema Rockets          | France                 | + 11 min 55 s          |
| 8e                     | Arkéa-B&B Hotels                | France                 | + 13 min 06 s          |
| 9e                     | Israel-Premier Tech             | Israël                 | + 14 min 55 s          |
| 10e                    | Lotto                           | Belgique               | + 20 min 17 s          |

### Classement UCI
La course attribue des points aux coureurs pour le Classement mondial UCI 2025 selon le barème suivant :
| Position           | 1er | 2e | 3e | 4e | 5e | 6e | 7e | 8e | 9e | 10e | 11e | 12e | 13e à 15e | 16e à 25e |
| Classement général | 125 | 85 | 70 | 60 | 50 | 40 | 35 | 30 | 25 | 20  | 15  | 10  | 5         | 3         |
| Par étape          | 14  | 5  | 3  |    |    |    |    |    |    |     |     |     |           |           |
| Leader, par étape  | 3   |    |    |    |    |    |    |    |    |     |     |     |           |           |

## Évolution des classements
| Étape              | Vainqueur          | Classement général | Classement par points | Classement de la montagne | Classement du meilleur jeune | Classement par équipes |
| ------------------ | ------------------ | ------------------ | --------------------- | ------------------------- | ---------------------------- | ---------------------- |
| 1                  | Christian Scaroni  | Christian Scaroni  | Baptiste Veistroffer  | Kenny Molly               | Lenny Martinez               | Bahrain Victorious     |
| 2                  | Dorian Godon       | Christian Scaroni  | Joseph Blackmore      | Kenny Molly               | Lenny Martinez               | Bahrain Victorious     |
| Classements finals | Classements finals | Christian Scaroni  | Joseph Blackmore      | Kenny Molly               | Lenny Martinez               | Bahrain Victorious     |

## Liste des participants
| Légende                             | Légende                                                                                                  | Légende                                | Légende                                                                                         |
| ----------------------------------- | --- | -------------------------------------- | ----------------------------------------------------------------------------------------------- |
| Num                                 | Dossard de départ porté par le coureur sur ce Tour des Alpes-Maritimes                                   | Pos                                    | Position finale au classement général                                                           |
| Leader du classement général        | Indique le vainqueur du classement général                                                               | Leader du classement par points        | Indique le vainqueur du classement par points                                                   |
| Leader du classement de la montagne | Indique le vainqueur du classement de la montagne                                                        | Leader du classement du meilleur jeune | Indique le vainqueur du classement du meilleur jeune                                            |
|                                     | Indique un maillot de champion national ou mondial, suivi de sa spécialité                               | #                                      | Indique la meilleure équipe                                                                     |
| NP                                  | Indique un coureur qui n'a pas pris le départ d'une étape, suivi du numéro de l'étape où il s'est retiré | AB                                     | Indique un coureur qui n'a pas terminé une étape, suivi du numéro de l'étape où il s'est retiré |
| HD                                  | Indique un coureur qui a terminé une étape hors des délais, suivi du numéro de l'étape                   | DSQ                                    | Indique un coureur qui a été disqualifié de la course, suivi du numéro de l'étape               |
| *                                   | Indique un coureur en lice pour le classement du meilleur jeune (coureurs nés après le 1er janvier 1998) |                                        |                                                                                                 |